# 45. območno poveljstvo Slovenske vojske Sežana
45. območno poveljstvo Slovenske vojske Sežana (kratica: 45. OPSV, okrajšava: 45. OPSV Sežana) je bivše poveljstvo Slovenske vojske v sestavi 4. pokrajinskega poveljstva Slovenske vojske.
Poveljstvo je obsegalo občine: Sežana, Divača, Hrpelje - Kozina in Komen.

## Organizacija
- poveljstvo
- vadbeni center Tatre v Brkinih